# Banque centrale du Soudan
La Banque centrale du Soudan a été créée en 1960, quatre ans après l'indépendance du Soudan. La banque est située dans la capitale Khartoum.

## Histoire
Après l'indépendance vis-à-vis du Royaume-Uni et le désengagement de l'Égypte, partenaire du Royaume-Uni en 1956, une réflexion a commencé sur la création d'une banque centrale pour le Soudan afin de superviser les opérations bancaires dans le pays. Un comité de trois experts a été formé à partir de la Réserve fédérale américaine pour examiner la possibilité d'établir une banque centrale au Soudan pour mener des activités bancaires dans le pays. En 1960, la Banque du Soudan a commencé ses opérations. 
Depuis sa création en 1960 et jusqu'en 1984, la Banque du Soudan a utilisé des outils de politique monétaire directs et indirects qui lui permettent de contrôler le crédit, comme elle contrôlait la masse monétaire par le biais des taux d'intérêt, de l'évolution des ratios de réserves de liquidités et d'autres moyens bancaires. En 1984, le système bancaire islamique a commencé à être appliqué, de sorte que la Banque du Soudan jouerait alors son rôle dans l'approfondissement de l'islam du système bancaire. Le Conseil suprême de surveillance de la charia de la Banque a été créé en 1992 pour assurer la purification des opérations bancaires du soupçon d'usure ; ainsi fut créé le dinar soudanais, en remplacement de la livre. La Banque a également continué à remplir son rôle de banque pour le gouvernement central, le gouvernement des États, les organismes et agences gouvernementaux et semi-gouvernementaux, en contribuant à leur capital et en assurant la gestion de leurs comptes locaux et étrangers, en plus de remplir son rôle en tant que prêteur du gouvernement et dernier prêteur des banques.

### Conflit soudanais de 2023
Au cours du conflit armé de 2023, l'économie et le secteur bancaire soudanais ont subi de vastes perturbations, avec des dommages estimés à 4 milliards de dollars américains. Le 16 juin 2023, la Banque centrale du Soudan a annoncé des mesures d'urgence pour soutenir le secteur bancaire, parmi lesquelles le paiement des salaires et la fourniture de liquidités aux citoyens,.
Par ailleurs, une grande banque de Khartoum a été visée par un tir de roquette des forces de soutien rapide le 30 avril 2023 vers minuit (heure locale). En raison du brouillard de guerre, aucune victime civile liée à l'attaque n'a pu être confirmée. À la suite de l’impact, la majeure partie du bâtiment s'est retrouvé incendié, provoquant peut-être son effondrement. 

## Système bancaire
Après la signature de l'Accord de paix global entre le gouvernement et le Mouvement populaire de libération du Soudan, mettant fin à 25 ans de guerre civile dans le Sud du Soudan, la loi de 2006 sur la Banque centrale du Soudan a été promulguée, précisant la nature du système bancaire et de la banque et ses succursales de sorte que la banque et le système bancaire soudanais se composent d'un système bancaire dual, dont l'un est islamique au nord du Soudan. L'autre est traditionnel au Soudan du Sud.

## Société de services bancaires électroniques
La Banque centrale du Soudan a créé l'Electronic Banking Services Company en 1999 en tant que société par actions privée. La société a commencé ses opérations en l'an 2000 avec la composition des actionnaires, qui se compose de la Banque centrale du Soudan, le principal propriétaire, où elle détient environ 49% des actions, un groupe de banques 21% et Sudatel 30%.

## L'inclusion financière
La Banque participe à l'élaboration de politiques visant à promouvoir l'inclusion financière et est membre de l'Alliance pour l'inclusion financière.

## Liste des gouverneurs
| Rang | Nom                          | Mandat      |     | Rang                                  | Nom                             | Mandat |
| ---- | ---------------------------- | ----------- | --- | ------------------------------------- | ------------------------------- | ------ |
| 1er  | Mamoun Beheiry               | (1959–1963) | 13e | Abdall Hassan Ahmed                   | (1996–1998)                     |        |
| 2e   | Elsayid Elfeel               | (1964–1967) | 14e | Sabir Mohammed El-Hassan              | (1998-2011)                     |        |
| 3e   | Abdelrahim Mayrgani          | (1967–1970) | 15e | Mohamed Kheir El-Zubeir               | (mars 2011 – décembre 2013)     |        |
| 4e   | Abdelateef Hassan            | (1970–1971) | 16e | Abdelrahman Hassan Abdelrahman Hashim | (décembre 2013 – décembre 2016) |        |
| 5e   | Awad Abdel Magied Aburiesh   | (1971–1972) | 17e | Hazim Abdegadir Ahmed Babiker         | (décembre 2016 – juin 2018)     |        |
| 6e   | Ibrahim Mohammed Ali Nimir   | (1973–1980) | 18e | Mohamed Kheir El-Zubeir               | (septembre 2018 – mars 2019)    |        |
| 7e   | Elsheikh Hassan Belail       | (1980–1983) | 19e | Hussein Yahya Jangoul al-Basha        | (mars 2019 – décembre 2019)     |        |
| 8e   | Faroug Ibrahim Elmagbool     | (1983–1985) | 20e | Mohamed Elfatih Zein al-Abdein        | (mars 2020 – février 2022)      |        |
| 9e   | Ismail el-misbah Mekki hamad | (1985–1988) | 21e | Hussein Yahya Jangoul al-Basha        | (février 2022 – mai 2023)       |        |
| 10e  | Mahdi Elfaky Elshaikh        | (1988–1990) | 22e | Burai Al-Siddiq Ahmed                 | (Depuis mai 2023)               |        |
| 11e  | Elshaik SidAhmed Elshaikh    | (1990–1993) |     |                                       |                                 |        |
| 12e  | Sabir Mohammed El-Hassan     | (1993–1996) |     |                                       |                                 |        |